# Mylodon
Genre
Mylodon est un genre fossile de mammifères terrestres, apparenté aux paresseux actuels. Il faisait partie du super-ordre des xénarthres (du grec signifiant « articulation étrange »), anciennement appelé l'ordre des édentés.

## Étymologie
Son nom vient du grec ancien μυλών, mulôn (« moulin ») et du suffixe -odon.

## Distribution
Ce genre, proche de Megatherium, vivait dans l'actuelle Patagonie : sa longue queue lui servait d'appui pour se dresser sur ses deux pattes arrière dans le but d'attraper les feuilles hautes. Il a été découvert par Hermann Eberhard tout à la fin du XIXe siècle dans la grotte dite du Milodon, à proximité de Puerto Natales. Ce paresseux terrestre s'est éteint entre -10 200 et -13 560, à la limite du Pléistocène et de l'Holocène.
À l'entrée de la « grotte du Mylodon » a été érigée une réplique grandeur nature du Mylodon darwini, un animal de grande taille (3,5 m. de long, 2,5 m. au garrot et pesant en moyenne 1,5 à 2 tonnes),,.

## Régime alimentaire
Une étude réalisée en 2021 sur des vestiges de l'espèce Mylodon darwinii (ou « paresseux terrestre de Darwin »), et qui se fonde sur l'analyse des acides aminés conservés dans les poils, la kératine des ongles et le collagène de ces vestiges, estime que ce paresseux géant se nourrissait de feuillage, de racines, de graines, mais était aussi omnivore opportuniste, charognard à l'occasion,.

## Galerie

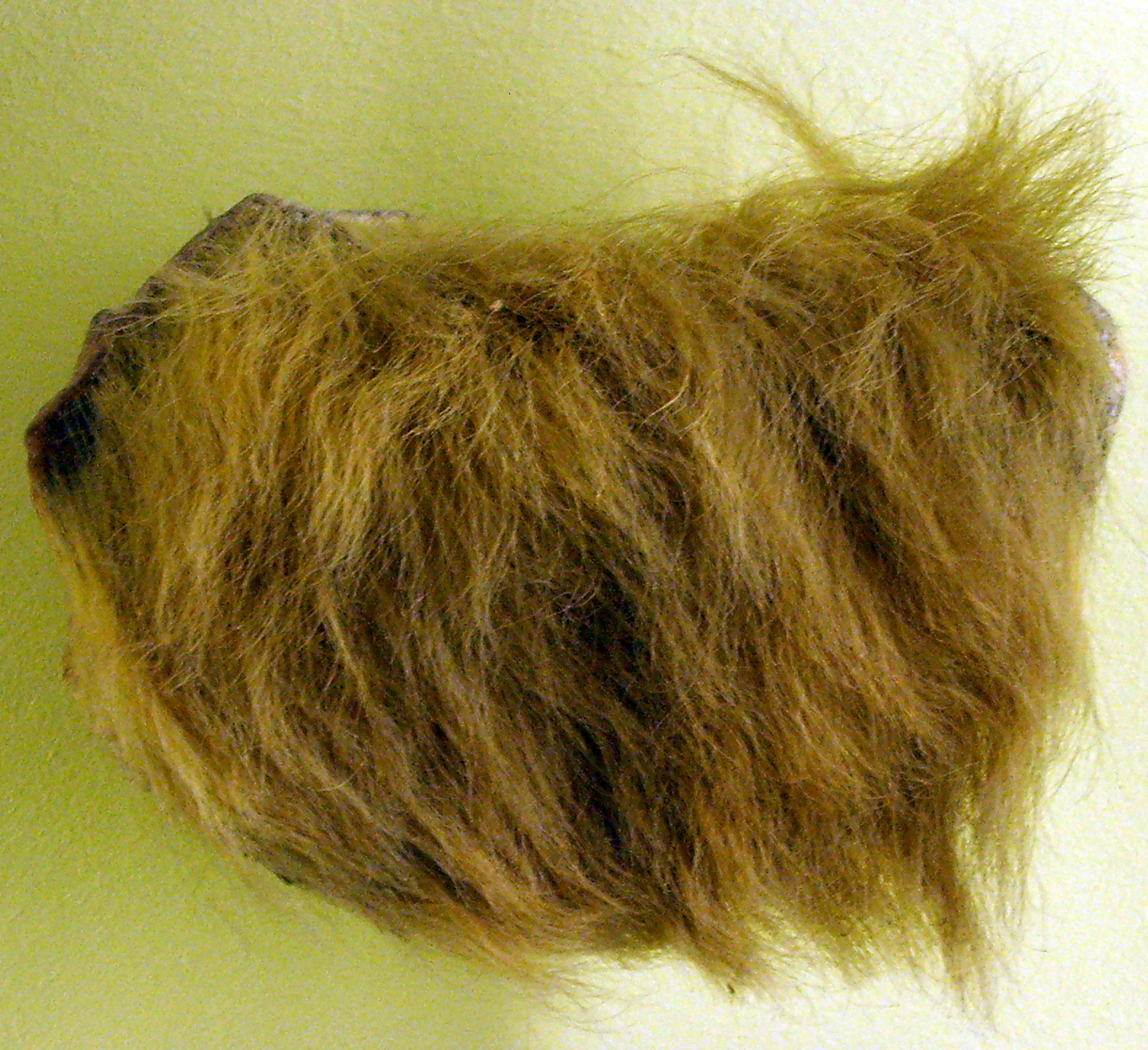
La peau et la fourrure de M. darwini
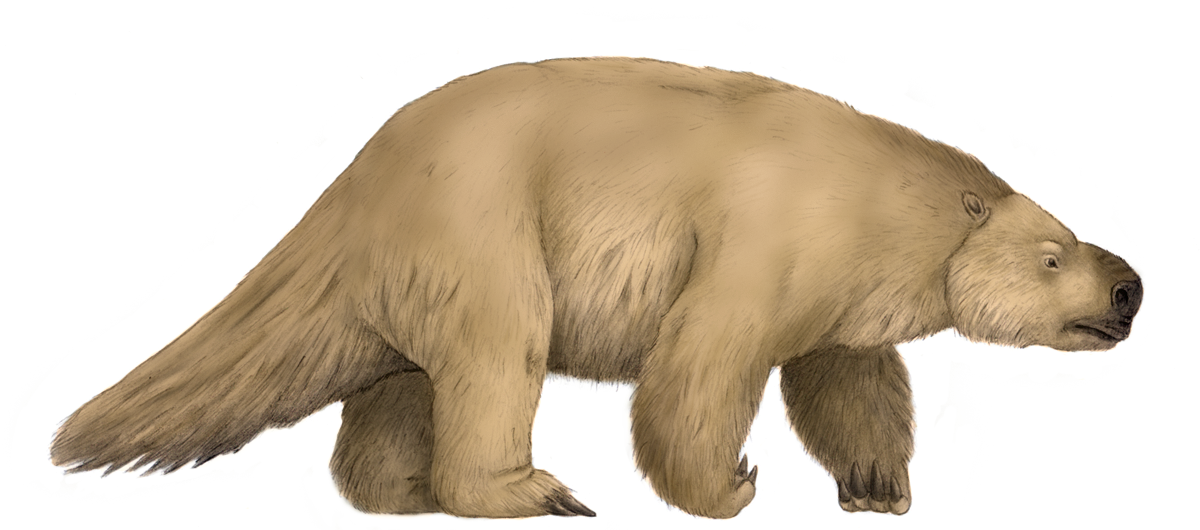
Mylodon darwini (paléoart).
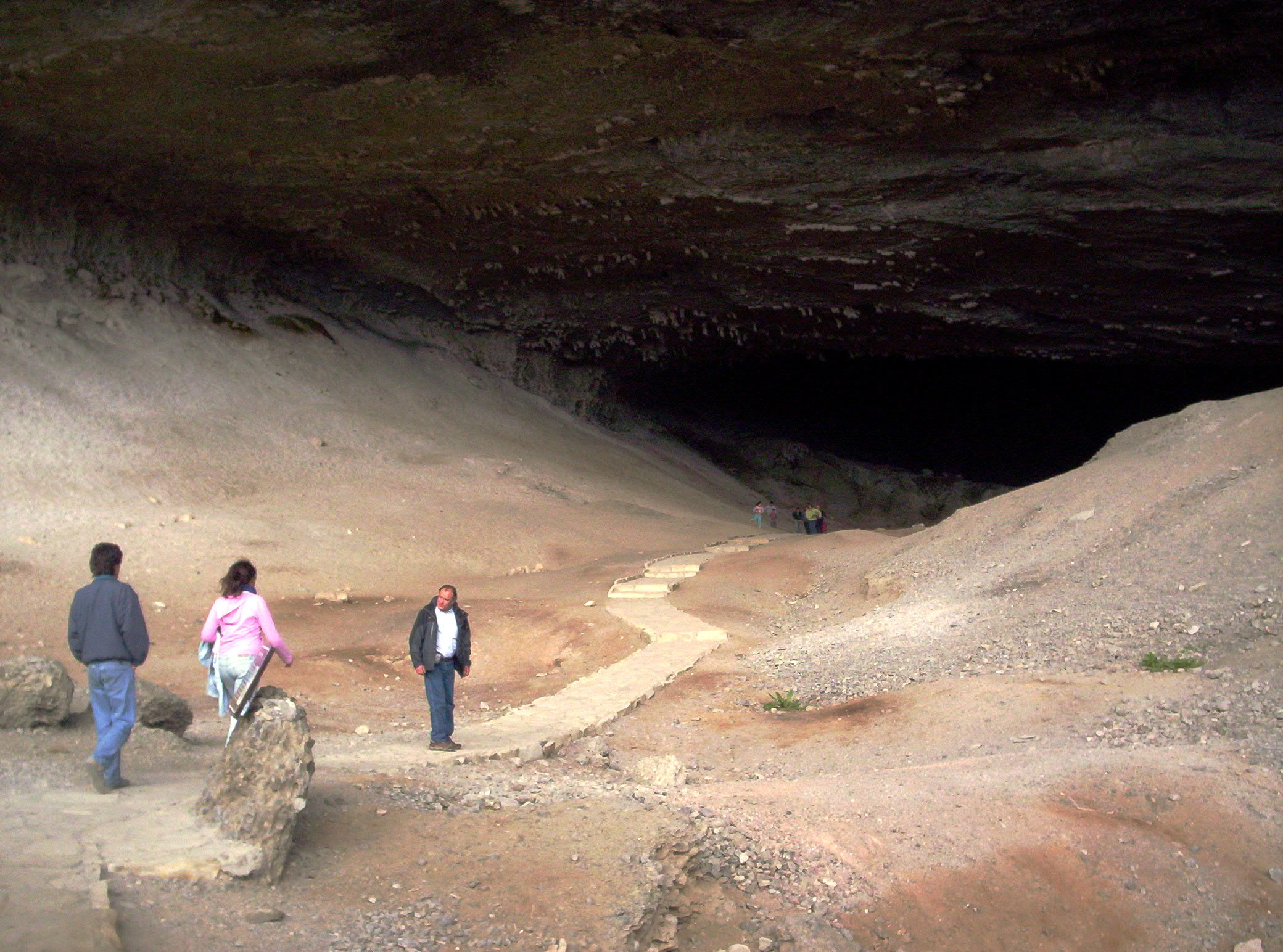
Grotte du Mylodon, Chili.
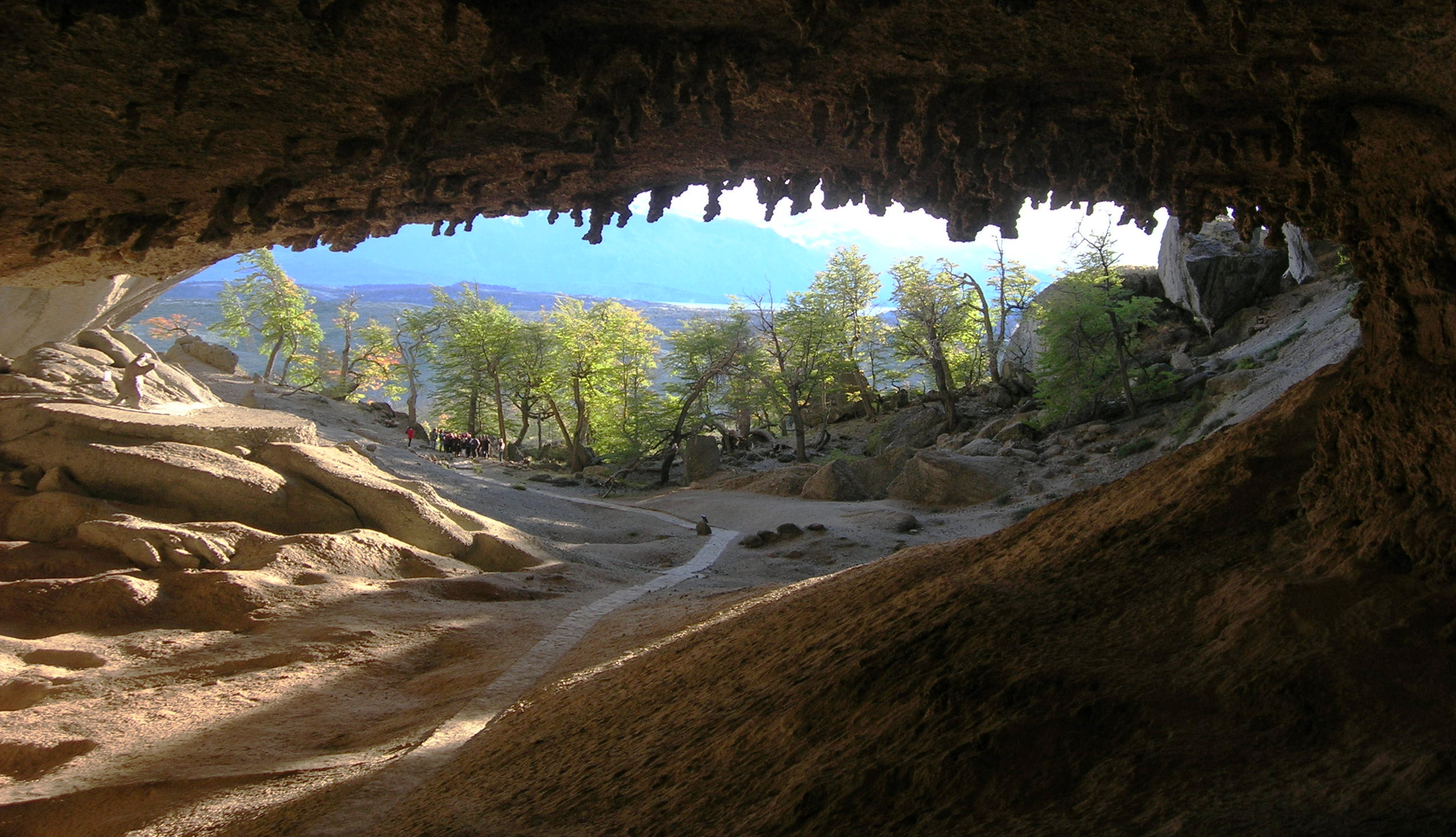
Caverne du Mylodon, Chili